# Стефак Василь Федорович

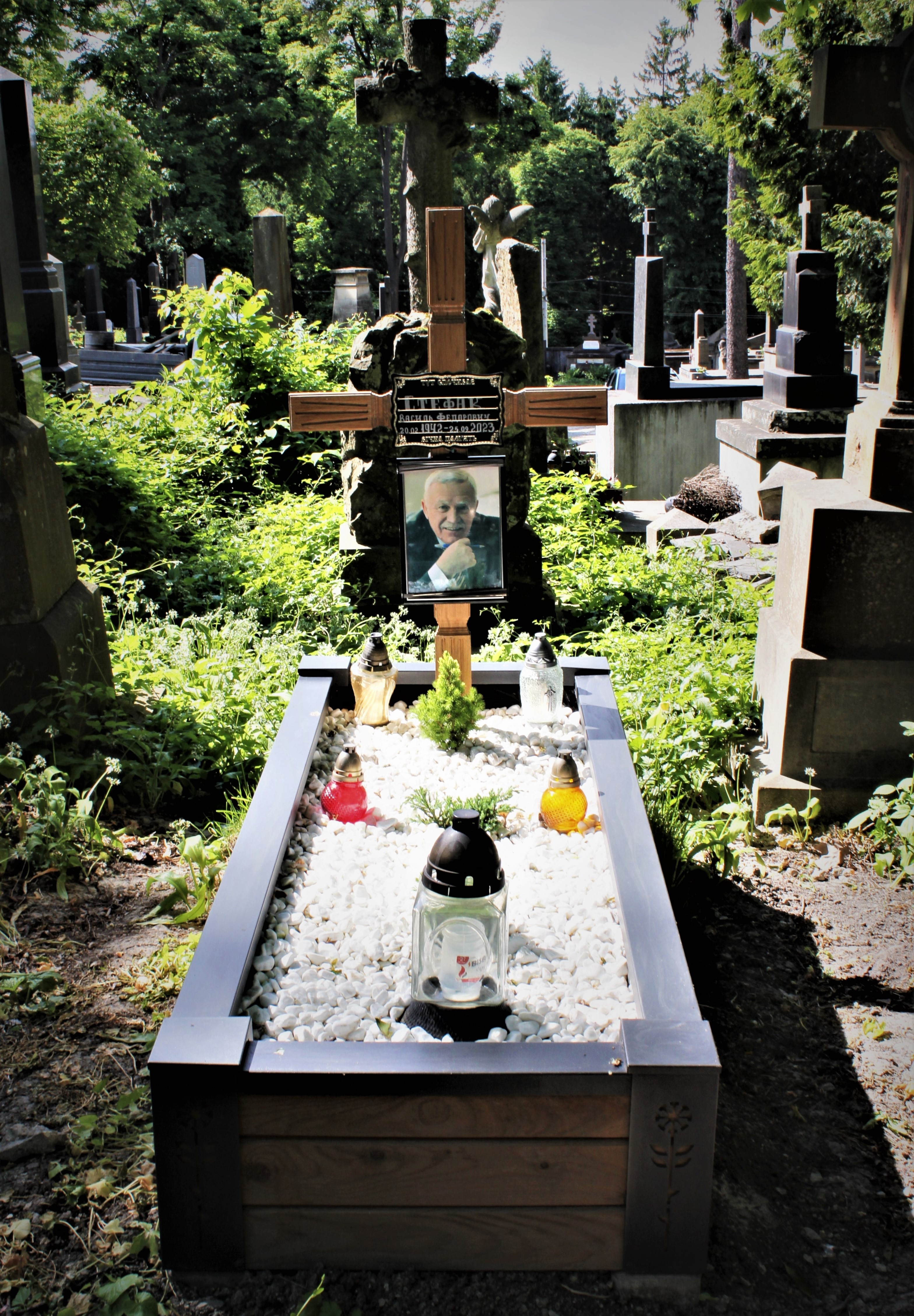
Могила письменника Василя Стефака.

Василь Федорович Стефак (20 лютого 1942, с. Рунгури, нині Івано-Франківська область — 25 вересня 2023, м. Львів) — український письменник, перекладач. Член Національної спілки письменників України (1974). Заслужений працівник культури України (2007).

## Життєпис
Василь Стефак народився 20 лютого 1942 року в селі Рунгурах, нині Печеніжинської громади Коломийського району Івано-Франківської области України.
Навчався у Вижницькому художньому училищі. Закінчив факультет журналістики Львівського державного університету імені Івана Франка (1971). Працював у місцевій і молодіжній пресі; заступником начальника управління внутрішньої політики Львівської ОДА (1993—2002).
Помер 25 вересня 2023 року у Львові. Похований на 69 полі Личаківського цвинтаря.

## Доробок
Автор публікацій в періодиці.
Книги:
- «Далекий птах» (1973);
- «День» (1977);
- «Хочу журавля» (1980);
- «Що нового під сонцем» (1984);
- «Весняна ворожба» (2002);
- «Рунгури» (2002);
- «По той бік ночі» (2006; 2008; номінувалася на Шевченківську премію[2]; високо оцінена критиками[3]);
- «Барви високої долі» (2009);
- «Примха посеред літа» (2012);
- «Примови проти темряви» (2012)[4]
- «Бринза з примхами» (2012)[5].

Твори перекладено білоруською, молдавською, литовською, грузинською, угорською, узбецькою та болгарською мовами. 
Українською мовою переклав повість Анатолія Приставкіна «Золота хмарина ночувала», роман Василя Гросмана «Життя і долі».

## Нагороди
- заслужений працівник культури України (20 серпня 2007) — за значний особистий внесок у соціально-економічний, культурний розвиток Української держави, вагомі трудові досягнення та з нагоди 16-ї річниці незалежності України[7];
- премія імені Ірини Вільде — за книгу прози «Примови проти темряви» (2012)[8];
- премія імені Богдана Лепкого[1].